# Rossbach (Metnitz)
Der Rossbach ist ein linker Nebenfluss der Metnitz in den Metnitzer Bergen in Kärnten, überwiegend im Gemeindegebiet von Friesach, im Mündungsbereich auch im Gemeindegebiet von Metnitz.
Im Auergrund, dem Talschluss des Rossbachtals südlich unterhalb der Kuhalm, fließen bei den Höfen vulgo Murald und vulgo Auer mehrere Bäche zusammen, als Quellbach des Rossbachs gilt der westlichste dieser Bäche, der südlich unterhalb der Kuhalm entspringt. Der Rossbach fließt nach dem Auergrund in südsüdöstliche Richtung weiter durch die Streusiedlung Roßbach. Nach gut 4 km fließt beim Dorf Ingolsthal von links der Gwerzbach zu, dessen Einzugsgebiet größer ist als das des Rossbachs bis zu dieser Stelle. Ab hier wird der Rossbach auch Ingolsthaler Bach genannt. Im Unterlauf fließt beim Wuchererhof von links der Leimersbergerbach zu, dann erreicht der Bach den Rand der Streusiedlung Staudachhof.
Bis zum Austritt des Rossbachtals ins Metnitztal fließt der Rossbach auf dem Gebiet der Gemeinde Friesach, im Bereich des Hofs Scharlitzer liegt er auf Metnitzer Gebiet, und das kurze Stück von der Metnitztaler Landesstraße L62 bis zur Mündung in die Metnitz bildet er die Gemeindegrenze zwischen Metnitz und Friesach.
Die Durchflussmenge eines 100-jährigen Hochwassers wird für die Mündung des Teichlbachs auf 56 m³/s geschätzt.
Bemerkenswert ist, dass es in der Nähe des Ursprungs des Rossbachs noch zwei weitere Gewässer mit diesem Namen gibt: Nicht einmal 2 km nördlich der Quelle des hier besprochenen Rossbachs entspringt ein Rossbach, der nach Nordwesten über den Priewaldbach in die Mur entwässert. Und nicht einmal 2 km westlich der Quelle des hier besprochenen Rossbachs entspringt ein Rossbach, der nach Südwesten in den Metnitzzubringer Teichlbach abfließt.